# Офанзива Керенског
Офанзива Керенског или Јулска офанзива или Галицијска офанзива је била последња руска офанзива у Првом светском рату. Одиграла се у јулу 1917. године.

## Увод
Министар рата Привремене руске владе Александар Керенски одлучио је да подузме офанзиву у јулу 1917. године. Таква одлука је дошла у јако лоше време. Након Фебруарске револуције у Русији је постојало јако расположење за миром, посебно унутар армије, чија се бојева готовост битно смањивала највише захваљујући револуционарним агитаторима и смањивањем ауторитета официрског кадра.

## Смањење дисциплине у руској војсци
После цареве абдикације дисциплина се битно смањивала унутар руске војске. Привремена влада је декретом значајно ослабила официрску моћ и дала је права војничким комитетима. Један од значајних фактора смањења дисциплине унутар војске је и укидање смртне казне, а и присуство револуционарних агитатора, првенствено бољшевичких агитатора, који су ширили дефетистичку пропаганду. Побуне у јединицама на фронту постале су редовна појава, а официри су редовно били претучени или чак убијани. Политика нове Привремене владе је била више усмерена на испуњење руских обавеза према савезницима, а мање на борбу да се победи, тако да је војска била слабо мотивисана да ратује.
Ипак, Керенски се надао да ће значајном победом на фронту подићи популарност своје владе и на тај начин повратити војнички морал. Надао се да ће победом ојачати слабу привремену владу и доказати ефикасност „најдемократскије војске на свету“, како је сам описивао руску војску.

## Офанзива
Офанзива је започела руским нападом на аустроугарску војску у Галицији 1. јула 1917. Напад је био усмерен према Лавову.
Операције су укључивале 11, 7. и 8. руску армију. Аустроугарска војска је у Галицији располагала са аустро-немачком јужном армијом под командом генерала фон Ботмера и 7. и 3. аустријску армију.
После почетног успеха офанзива је заустављена, јер су се руски војници побунили и одбили да се боре. Офанзива је пропала 16. јула. Аустријске и немачке снаге су извршиле контранапад 18. јула суочавајући се са веома слабим отпором. Напредовале су кроз Галицију и Украјину до реке Збруч. Руске линије су пробијене 20. јула, а до 23. јула Руси су се повукли 240 километара.

## Последице
Руска Привремена влада је јако ослабљена са том војном катастрофом, а повећала се могућност бољшевичког државнога удара. Уместо да ојача руски морал, та офанзива је доказала да више нема војничког морала у руској војсци. Више ниједан руски генерал није могао рачунати да ће војници под његовим заповедништвом заиста извршавати наређења.
Још једна битка се одвијала између Немаца и Руса у томе рату. Немци су 1. септембра напали и освојили Ригу.
Руски војници, који је требало да бране град, одбили су да се боре и побегли су испред Немаца.